# Bartolomeo della Rocca
Bartolomeo della Rocca, detto Cocles (Bologna, 19 marzo 1467 – Bologna, 24 settembre 1504), è stato un astrologo, chiromante e fisiognomico italiano.

## Biografia
Di origine ebraica, sembra che praticasse il mestiere di barbiere  e, dopo aver trascorso diversi anni per le città delle Romagna vaticinando un futuro spesso nefasto a chi gli si rivolgeva per conoscere il proprio destino, tornato a Bologna, scrisse la Chyromantie ac physonomie Anastasis (Rinascita della chiromanzia e della fisiognomica) pubblicato nel 1504 con l'approvazione del noto professore di filosofia e medicina Alessandro Achillini.
Tratta della fisiognomica, delle sue relazioni con l'astrologia, delle caratteristiche del corpo umano ai fini della valutazione del destino dell'uomo e della chiromanzia, la «scienza» basata sullo studio delle linee della mano. Nell'opera, menziona anche un proprio scritto nel quale avrebbe predetto la morte violenta di diversi noti e potenti personaggi contemporanei, anche di Ermes Bentivoglio, figlio del signore di Bologna, Giovanni Bentivoglio, che per questo motivo lo avrebbe fatto assassinare: una morte violenta che, secondo la leggenda successiva, egli avrebbe previsto.

## Opere
- Chyromantie ac physonomie Anastasis cum approbatione magisteri Alexandri de Achillinis, Bononiae 1504
- Physionomiae compendium quantum attinte ad partes inter capitis, gullam et collum, Argentorati 1533
- Poesie volgari, Venezia 1535